# Charles Tyner
Ne pas confondre avec son paronyme Charles Tyler.
Charles Tyner est un acteur américain, né le 8 juin 1925 à Danville (Virginie) et mort le 8 novembre 2017.

## Biographie
Charles Tyner entame sa carrière au théâtre et joue notamment à Broadway (New York) dans cinq pièces, depuis La Descente d'Orphée de Tennessee Williams (1957, avec R. G. Armstrong et Maureen Stapleton) jusqu'à Vol au-dessus d'un nid de coucou, adaptation du roman éponyme de Ken Kesey (1963-1964, avec Kirk Douglas et Joan Tetzel), en passant notamment par Doux oiseau de jeunesse du même Tennessee Williams (1959-1960, avec Paul Newman et Geraldine Page).
Au cinéma, il contribue à trente-trois longs métrages américains, le premier étant Une espèce de garce de Sidney Lumet (avec Sophia Loren et Tab Hunter), sorti entre 1959. Suivent entre autres Luke la main froide de Stuart Rosenberg (1967, avec Paul Newman et George Kennedy), L'Empereur du Nord de Robert Aldrich (1973, avec Lee Marvin et Ernest Borgnine) et Un ticket pour deux de John Hughes (1987, avec Steve Martin et John Candy).
Après Motorama de Barry Shils (avec Susan Tyrrell et John Diehl), son dernier long métrage sorti en 1991, il tient son ultime rôle au grand écran dans un court métrage de 2014.
Pour la télévision, Charles Tyner apparaît dans quarante-et-une séries à partir de 1960, dont La Grande Vallée (un épisode, 1967), le feuilleton Le Riche et le Pauvre (deux épisodes, 1976) et La Petite Maison dans la prairie (deux épisodes, 1983). Sa dernière série est Diagnostic : Meurtre, à l'occasion d'un épisode diffusé en 2001.
S'ajoutent onze téléfilms diffusés entre 1968 et 1994, dont Messages de l'Au-delà de Jack Bender (1985, avec Michael Brandon et Dennis Franz).

## Théâtre à Broadway (intégrale)
- 1957 : La Descente d'Orphée (Orpheus Descending) de Tennessee Williams, musique de scène de Chuck Wayne, costumes de Lucinda Ballard : le deuxième homme
- 1957 : Au bois lacté (Under Milk Wood) de Dylan Thomas : le troisième noyé / Evans la Mort / Organ Morgan
- 1959-1960 : Doux oiseau de jeunesse (Sweet Bird of Youth) de Tennessee Williams, musique de scène de Paul Bowles, mise en scène d'Elia Kazan : Heckler
- 1962 : The Moon Besieged de Seyril Schocken : John Brown
- 1963-1964 : Vol au-dessus d'un nid de coucou (One Flew Over the Cuckoo's Nest), adaptation par Dale Wasserman du roman éponyme de Ken Kesey, mise en scène d'Alex Segal : Sefelt

## Filmographie partielle

### Cinéma
- 1959 : Une espèce de garce (That Kind of Woman) de Sidney Lumet : le père
- 1964 : Lilith de Robert Rossen : un patient
- 1967 : Luke la main froide (Cool Hand Luke) de Stuart Rosenberg : Chef Higgins
- 1968 : L'Homme sauvage (The Stalking Moon) de Robert Mulligan : Dace
- 1969 : Gaily, Gaily de Norman Jewison : Dr Lazarus
- 1969 : Reivers (The Reivers) de Mark Rydell : Edmonds
- 1970 : La Guerre des bootleggers (The Moonshine War) de Richard Quine : M. McClendon
- 1970 : Attaque au Cheyenne Club (The Cheyenne Social Club) de Gene Kelly : Charlie Bannister
- 1970 : Monte Walsh de William A. Fraker : le docteur
- 1970 : La Balade du bourreau (The Traveling Executioner) de Jack Smight : Virgil
- 1970 : Le Clan des irréductibles (Sometimes a Great Notion) de Paul Newman : Les Gibbons
- 1971 : L'Homme de la loi (Lawman) de Michael Winner : le prêtre
- 1971 : Harold et Maude (Harold and Maude) d'Hal Ashby : Oncle Victor
- 1972 : Les Poulets (Fuzz) de Richard A. Colla : Pete Schroeder
- 1972 : Jeremiah Johnson de Sydney Pollack : Robidoux
- 1972 : Bad Company de Robert Benton : Egg Farmer
- 1972 : Les Cowboys (The Cowboys) de Mark Rydell : Stonemason
- 1973 : L'Empereur du Nord (Emperor of the North Pole) de Robert Aldrich : Cracker
- 1973 : Le Cercle noir (The Stone Killer) de Michael Winner : le psychiatre de la police
- 1974 : Le flic se rebiffe (The Midnight Man) de Burt Lancaster et Roland Kibbee : Ewing
- 1974 : Plein la gueule (The Longest Yard) de Robert Aldrich : Unger
- 1976 : Josey Wales hors-la-loi (The Outlaw Josey Wales) de Clint Eastwood : Zukie Limmer
- 1976 : Complot de famille (Family Plot) d'Alfred Hitchcock : Wheeler
- 1977 : Peter et Elliott le dragon (Pete's Dragon) de Don Chaffey : Merle Gogan
- 1987 : Un ticket pour deux (Planes, Trains and Automobiles) de John Hughes : Gus
- 1987 : Pacte avec un tueur (Best Seller) de John Flynn : le père de Cleve
- 1991 : Motorama de Barry Shils : l'homme mourant

### Télévision

#### Séries télévisées
- 1962 : Les Accusés (The Defenders), saison 1, épisode 20 The Point Shaver de Buzz Kulik : Capitaine McDonald
- 1967 : La Grande Vallée (The Big Valley), saison 3, épisode 14 Erreur de jugement (Journey Into Violence) : Hemit
- 1969 : Le Grand Chaparral (The High Chaparral), saison 2, épisode 16 No Irish Need Apply : Gregg
- 1971 : Opération danger (Alias Smith and Jones), saison 2, épisode 14 Miracle à Santa Marta (Miracle at Santa Marta) de Vincent Sherman : Turner
- 1973 : Kung Fu, saison 1, épisode 11 Alethea de John Badham : Larraby
- 1973 : La Famille des collines (The Waltons), saison 2, épisode 9 The Fawn de Ralph Waite : Graham Foster
- 1973 : Mannix, saison 7, épisode 10 Les Auroras (Search in the Dark) d'Arnold Laven : Jonah
- 1975 : Un shérif à New York (McCloud), saison 5, épisode 9 Otage (Return to the Alamo) de Walter Doniger : William Lang
- 1976 : Le Riche et le Pauvre (Rich Man, Poor Man), feuilleton, épisodes 5 et 6 (sans titres) de Boris Sagal : Matusik
- 1977 : Drôles de dames (Charlie's Angels), saison 2, épisode 7 Le Cirque de la peur (Circus of Terror) d'Allen Baron : Anton Tarloff
- 1979 : La Conquête de l'Ouest (How the West Was Won), saison 2, épisode 4 L'Innocent (The Innocent) d'Alf Kjellin : Eli Kelsay
- 1979 : Barnaby Jones, saison 8, épisodes 2 et 3 Nightmare in Hawaii, Parts I & II : Sam Finney
- 1980 : Shérif, fais-moi peur (The Dukes of Hazzard), saison 3, épisode 4 Épouvante à la carte (The Hazzardville Horror) : Claude Billings
- 1982 : L'Incroyable Hulk (The Incredible Hulk), saison 5, épisode 6 Les Esclaves (Slaves) : Roy
- 1983 : La Petite Maison dans la prairie (Little House on the Prairie), saison 9, épisodes 16 et 17 On est bien chez soi, 1re et 2e parties (Home Again, Parts I & II) de Michael Landon : M. Janes
- 1984 : Hôpital St Elsewhere (St. Elsewhere), saison 2, épisode 18 Equinox de David Anspaugh : Christopher Samus Payne
- 1984 : Les Routes du paradis (Highway to Heaven), saison 1, épisode 13 On connaît la chanson (Another Song for Christmas) de Michael Landon : Caleb Fish
- 1985 : Capitaine Furillo (Hill Street Blues), saison 5, épisode 15 D'une pierre deux coups (Davenport in a Storm) de Gabrielle Beaumont et épisode 17 Trafic d'armes (Passage to Lybia) : Al DiPiano
- 1988 : Dallas, première série, saison 11, épisode 15 Encore moi (It's Me Again) de Leonard Katzman : Bovay
- 1988 : Le Cavalier solitaire (Paradise), saison 1, épisode 3 Les Créateurs (Founder's Day) et épisode 4 La Danse de l'esprit (The Ghost Dance) de Joseph L. Scanlan : Herb Applegate
- 1990-1991 : Les Années coup de cœur (The Wonder Years), saison 4, épisode 2 Jolie Distraction (Ninth Grade Man, 1990) de Daniel Stern et épisode 15 Buster (1991) de Nick Marck : M. Nestor
- 1992 : Matlock, saison 6, épisodes 14 et 15 Les Bannis, 1re et 2e parties (The Outcast, Parts I & II) : E. J. Metcalf
- 1999 : Urgences (ER), saison 6, épisode 6 La Paix du monde sauvage (The Peace of Wild Things) : Barry Connelly
- 2001 : Diagnostic : Meurtre (Diagnosis Murder), saison 8, épisode 22 Esprit es-tu là ? (The Blair Nurse Project) de Barry Van Dyke : Harry Clark

#### Téléfilms
- 1968 : The Sound of Anger de Michael Ritchie : Rudolph Evans
- 1974 : Winter Kill de Jud Taylor : Charley Eastman
- 1974 : The Greatest Gift de Boris Sagal : Amos Goodloe
- 1976 : Young Pioneers de Michael O'Herlihy : M. Beaton
- 1977 : Peter Lundy and the Medicine Hat Stallion de Michael O'Herlihy : Lefty Slade
- 1978 : Lassie: A New Beginning de Don Chaffey : Asa Bluel
- 1979 : The Incredible Journey of Doctor Meg Laurel (en) de Guy Green : Doug Slocumb
- 1981 : A Matter of Life and Death de Russ Mayberry : le père de Joy
- 1985 : Messages de l'Au-delà (Deadly Messages) de Jack Bender : George Clark
- 1988 : I'll Be Home for Christmas de Marvin J. Chomsky : Isaiah Cawley